# Ə

Əə یک حرف لاتین و هفتمین حرف الفبای زبان ترکی آذربایجانی است. در خط سریلیک نیز حرف به همین ریخت وجود دارد.

## کاربردها
- در آوانویسی نشانگر واکهٔ شوا است.
- در خط آذربایجانی، هفتمین حرف و نمایندهٔ واکهٔ «اَـَ» است.
- در لاتین نویسه زبان اوستایی کاربرد دارد.
- در لاتین نویسی فارسی نمایندهٔ واکهٔ «اَ» است.